# 성대모사
성대모사(聲帶模寫, Impression)는 연예인으로 정치인 등의 목소리를 흉내내는 것을 말한다. 주로 콩트, 개인기(장기 자랑) 소재로 이용된다. 유명인사의 목소리만을 흉내내는 경우도 많지만, 옷차림 등을 코스프레 하거나 성대모사 대상이 즐겨하는 특정한 행위나 몸동작을 반복하는 것을 성대모사와 겸하는 경우도 많다.  그 외 새와 동물, 기타 사물 등이 포함될 수도 있다.
대한민국에서는 캐리돌 뉴스가 TV에서의 성대모사 전문 프로그램으로 방영되었고, 라디오에서는 싱글벙글쇼, 9595쇼 등이 성대모사 전문프로그램으로 방영된다.

## 같이 보기
- 마이클 윈슬로우
- 배칠수
- 정성호 (희극인)
- 안윤상